# Ravno (Herzégovine-Neretva)
Pour les articles homonymes, voir Ravno.
Ravno (en cyrillique : Равно) est une ville et une municipalité de Bosnie-Herzégovine. Elles sont situées dans le canton d'Herzégovine-Neretva, fédération de Bosnie-et-Herzégovine. Selon les premiers résultats du recensement bosnien de 2013, la ville intra muros compte 605 habitants et la municipalité 3 328.

## Géographie
Ravno est située à quelques kilomètres de la frontière entre la Bosnie-Herzégovine et la Croatie. Elle est entourée par les municipalités de Neum au nord, Dubrovnik (en Croatie) à l'ouest et Trebinje (en république serbe de Bosnie) à l'est.

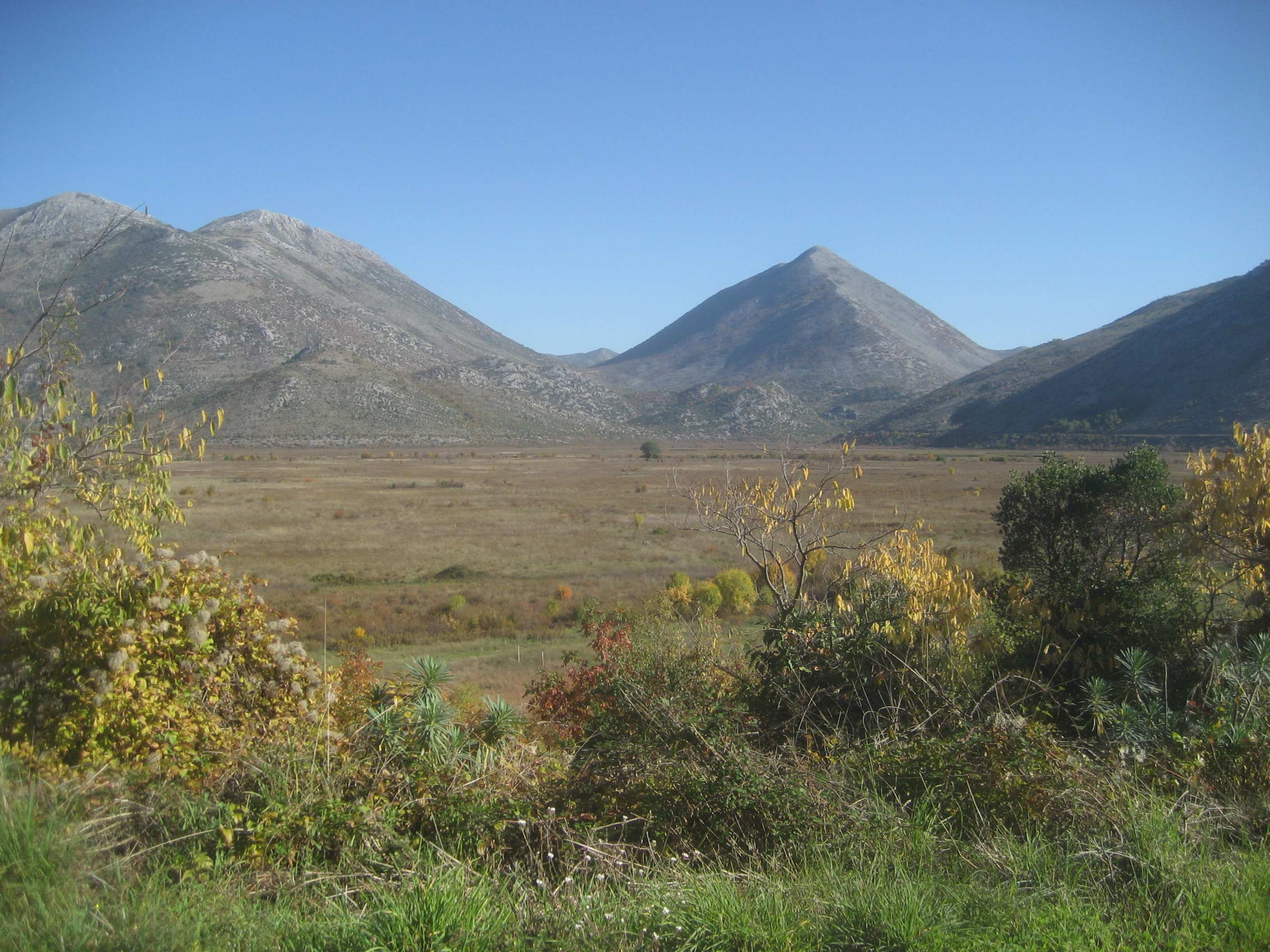
Le poljé de Popovo près de Ravano

## Géologie
Sur le poljé de Popovo, à la hauteur du village de Zavala, se trouve la grotte de Vjetrenica (« la grotte du vent »), célèbre pour ses richesses karstiques et spéléologiques ; la grotte figure sur la liste des aires protégées de Bosnie-Herzégovine et est proposée par le pays pour une inscription sur la liste du patrimoine mondial de l'UNESCO.

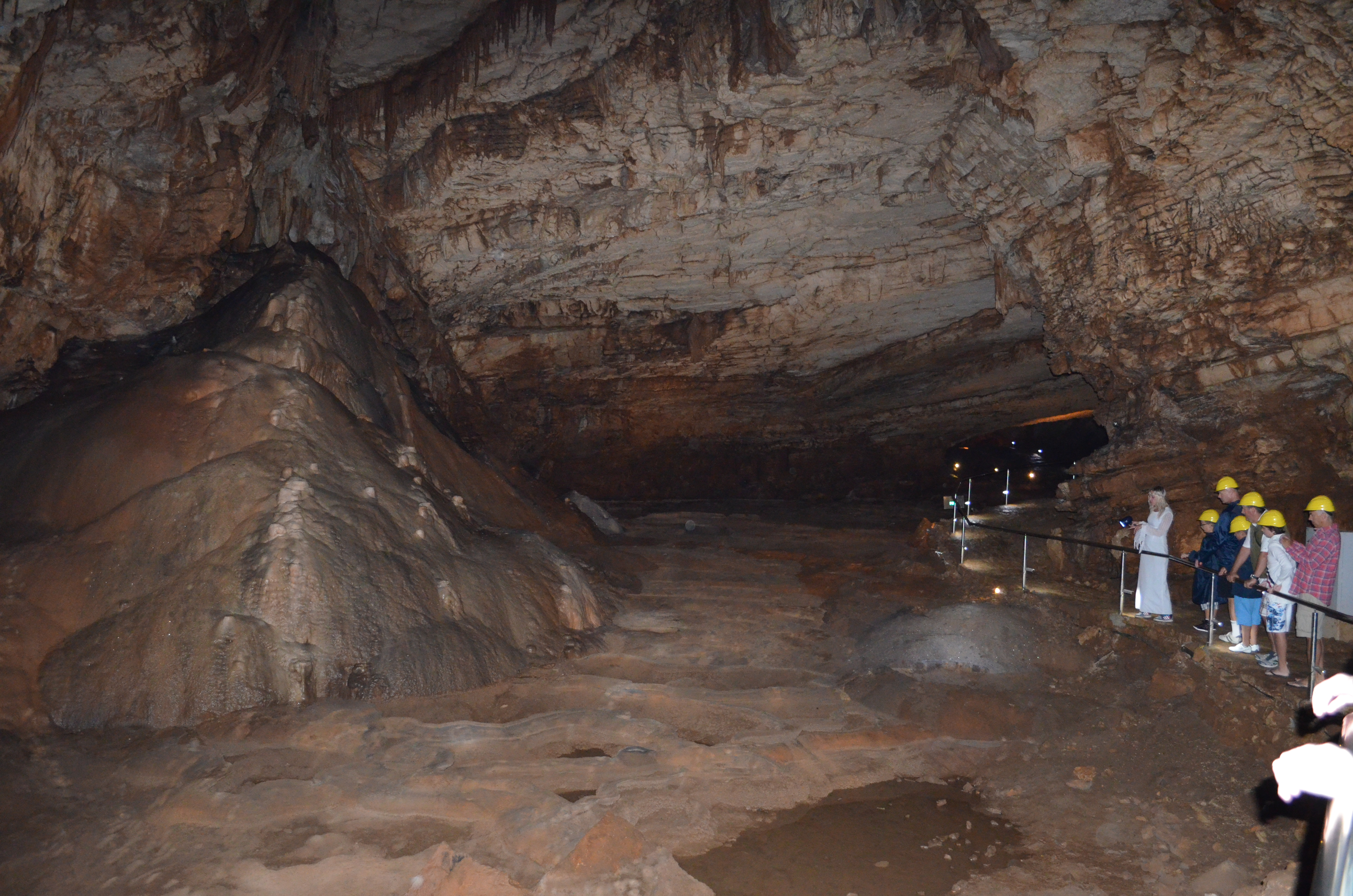
L'intérieur de la grotte de Vjetrenica

## Climat
Ravno jouit d'un climat tempéré chaud, avec une température moyenne annuelle de 14,0 °C ; juillet est le mois le plus chaud de l'année, avec une moyenne de 23,2 °C. Le mois le plus froid est janvier avec une moyenne de 5,4 °C. La moyenne des précipitations annuelles est de 1 320 mm/m2, avec les précipitations mensuelles les plus faibles en juillet et les plus élevées en novembre.
| Mois                                 | Janv | Fév  | Mars | Avr  | Mai  | Juin | Juil | Août | Sept | Oct  | Nov  | Déc  | Année |
| ------------------------------------ | ---- | ---- | ---- | ---- | ---- | ---- | ---- | ---- | ---- | ---- | ---- | ---- | ----- |
| Températures maximales moyennes (°C) | 8,6  | 10,1 | 13,2 | 16,4 | 21,4 | 25,1 | 28,5 | 28,1 | 24,9 | 19,6 | 13,7 | 10,1 |       |
| Températures moyennes (°C)           | 5,4  | 6,6  | 9,0  | 11,9 | 16,5 | 20,2 | 23,2 | 23,0 | 19,9 | 15,3 | 10,3 | 7,0  | 14,0  |
| Températures minimales moyennes (°C) | 2,3  | 3,1  | 4,9  | 7,5  | 11,6 | 15,3 | 18,0 | 17,9 | 14,9 | 11,0 | 6,9  | 3,9  |       |
| Précipitations moyennes (mm)         | 139  | 128  | 110  | 107  | 82   | 64   | 42   | 55   | 95   | 138  | 183  | 177  | 1320  |

## Histoire
Ravno a été intégrée dans la municipalité de Trebinje en 1963. Depuis la fin de la guerre de Bosnie-Herzégovine et à la suite des accords de Dayton (1995), elle a retrouvé son statut de municipalité.
Ravno a été attaquée pour la première fois au début d'octobre 1991 par les forces de l'Armée populaire yougoslave (la JNA), qui ont rasé le village, en route pour attaquer Dubrovnik pendant la guerre d'indépendance croate.

## Localités

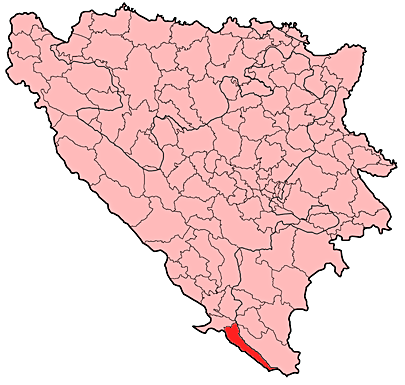
Localisation de la municipalité de Ravno en Bosnie-Herzégovine

La municipalité de Ravno compte 54 localités :
| - Baljivac - Baonine - Belenići - Bobovišta - Cerovac - Cicrina - Čavaš - Čopice - Čvaljina - Diklići - Dvrsnica - Glavska - Gola Glavica - Golubinac | - Gorogaše - Grebci - Grmljani - Ivanica - Kalađurđevići - Kijev Do - Klikovići - Kotezi - Krajkovići - Kutina - Lušnica - Mrnjići - Nenovići - Nevada | - Orah - Orahov Do - Orašje Popovo - Poljice Čičevo - Prosjek - Rapti Bobani - Ravno - Rupni Do - Sedlari - Slavogostići - Slivnica Bobani - Slivnica Površ - Sparožići - Strujići | - Šćenica Bobani - Trebimlja - Trnčina - Uskoplje - Veličani - Velja Međa - Vlaka - Vukovići - Začula - Zagradinje - Zaplanik - Zavala |

## Démographie

### Villeintra muros

#### Évolution historique de la population dans la villeintra muros
| 1948 | 1953 | 1961 | 1971 | 1981 | 1991 | 2013 |
| ---- | ---- | ---- | ---- | ---- | ---- | ---- |
| -    | -    | 655  | 549  | 364  | 198  | 605  |

|  |

### Municipalité

#### Évolution historique de la population dans la municipalité
| 1961  | 1971 | 1981 | 1991  | 2013  |
| ----- | ---- | ---- | ----- | ----- |
| 5 964 | -    | -    | 1 771 | 3 328 |

#### Répartition de la population par nationalités dans la municipalité (1991)
En 1991, sur un total de 1 771 habitants, la population de l'actuel territoire de la municipalité de Ravno se répartissait de la manière suivante :

## Politique
À la suite des élections locales de 2012, les 15 sièges de l'assemblée municipale se répartissaient de la manière suivante :
| Parti                                                     | Sièges |
| --------------------------------------------------------- | ------ |
| Alliance des sociaux-démocrates indépendants (SNSD)       | 6      |
| Union démocratique croate de Bosnie-Herzégovine (HDZ BiH) | 5      |
| Union démocratique croate 1990 (HDZ 1990)                 | 3      |
| Parti croate du Droit de Bosnie-Herzégovine (HSP BiH)     | 1      |

Andrija Šimunović, à la tête d'une coalition regroupant l'Union démocratique croate de Bosnie-Herzégovine (HDZ BiH) et l'Union démocratique croate 1990 (HDZ 1990), a été réélu maire de la municipalité.

## Tourisme

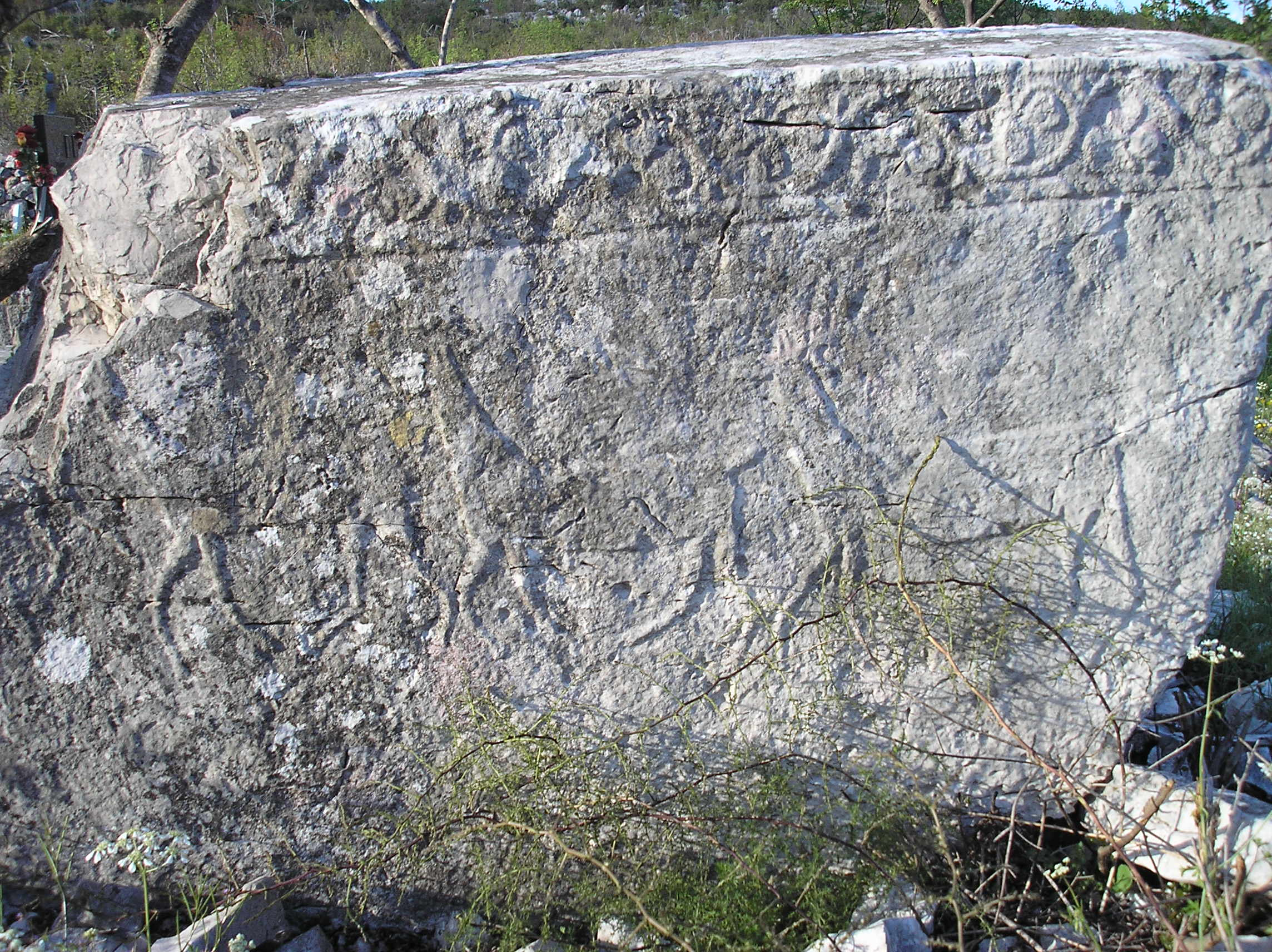
Un stećak à Zaplanik

L'un des lieux les plus touristiques de la municipalité est le site de Zaplanik, qui abrite un tumulus préhistorique, une nécropole avec 30 stećci (un type particulier de tombes médiévales), les ruines d'une église médiévale, l'église orthodoxe Saint-Pierre-et-Saint-Paul et un cimetière orthodoxe avec 15 croix. Cet ensemble est inscrit sur la liste des monuments nationaux de Bosnie-Herzégovine.

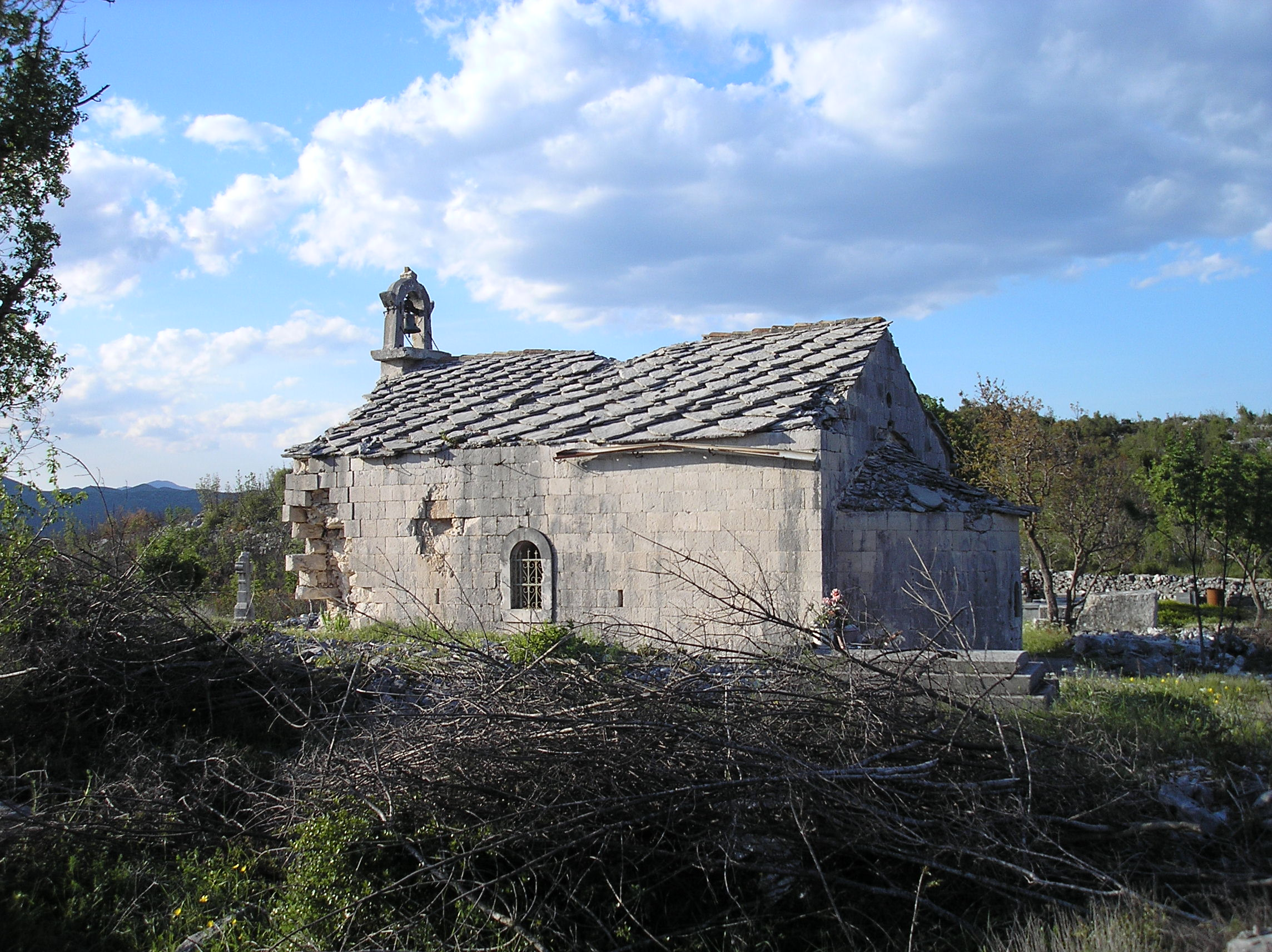
L'église Saint-Pierre-et-Saint-Paul de Zaplanik

L'église Saint-Mitre de Ravno, une église catholique qui remonte peut-être au XIVe siècle, est elle aussi classée.

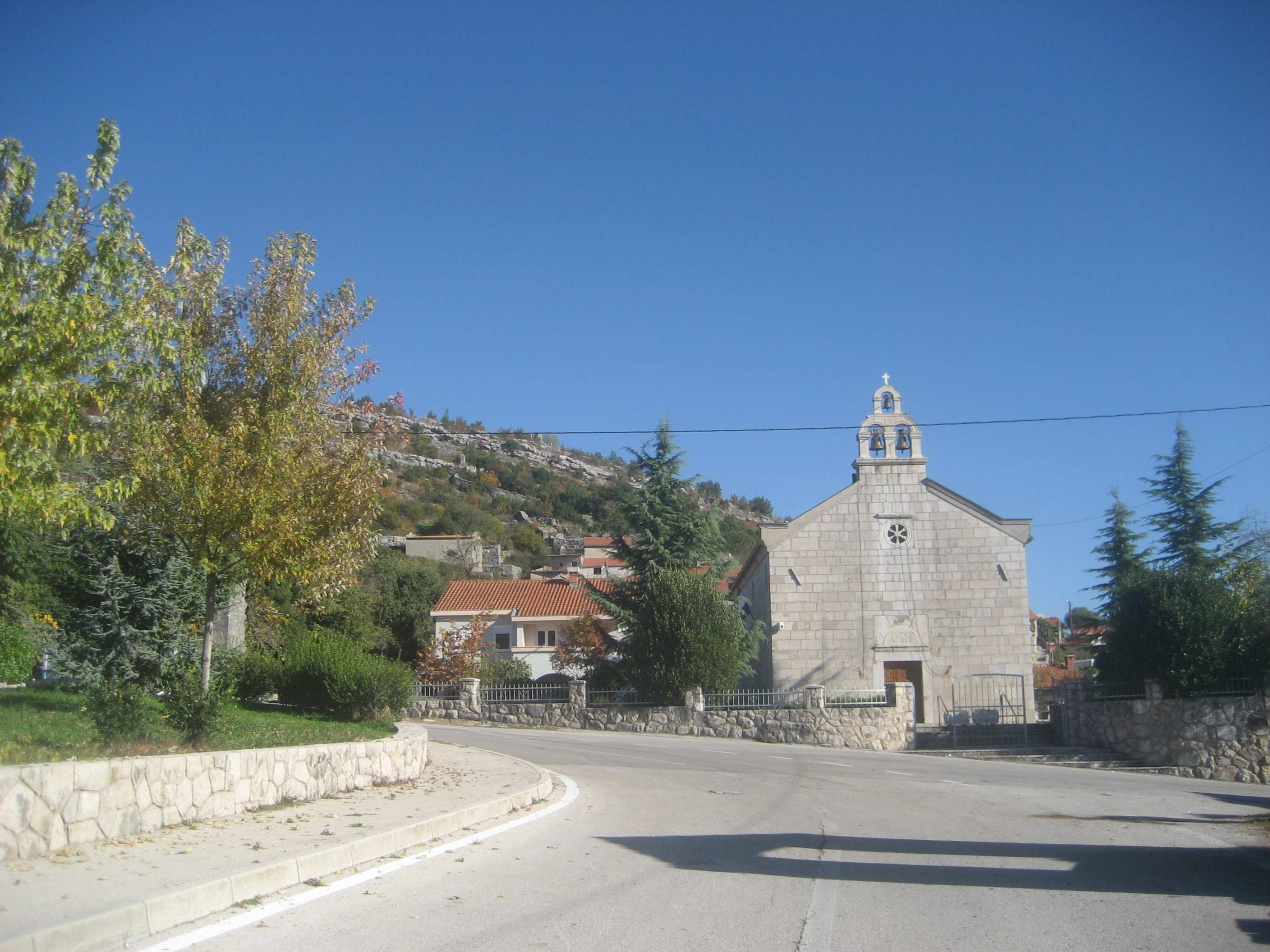
L'église Saint-Mitre de Ravno